# ゲルセミウム科
ゲルセミウム科（ゲルセミウムか、学名: Gelsemiaceae）は、リンドウ目の科の一つ。新エングラー体系やクロンキスト体系ではマチン科に含まれていた。

## 下位分類
- ゲルセミウム属 Gelsemium - カロライナジャスミン、ゲルセミウム・エレガンス
- Mostuea
- Pteleocarpa

## 注と出典
1. ↑  大場秀章編著『植物分類表』アボック社、2009年、191頁。ISBN 978-4-900358-61-4。
2. ↑  米倉浩司『維管束植物分類表 = Syllabus of the Vascular Plants of Japan』邑田仁監修、北隆館、2013年、98頁。ISBN 978-4-8326-0975-4。